# Dallo Pura
Dallo Pura es una ciudad censal situada en el distrito de Delhi oriental,  en el territorio de la capital nacional,  Delhi (India). Su población es de 154791 habitantes (2011). 

## Demografía
Según el censo de 2011 la población de Dallo Pura era de 154791 habitantes, de los cuales 81262 eran hombres y 73529 eran mujeres. Dallo Pura tiene una tasa media de alfabetización del 83,15%, inferior a la media estatal del 86,21%: la alfabetización masculina es del 89,64%, y la alfabetización femenina del 75;99%.